# Reñaca
Reñaca este o plajă situată în Viña del Mar, Chile.

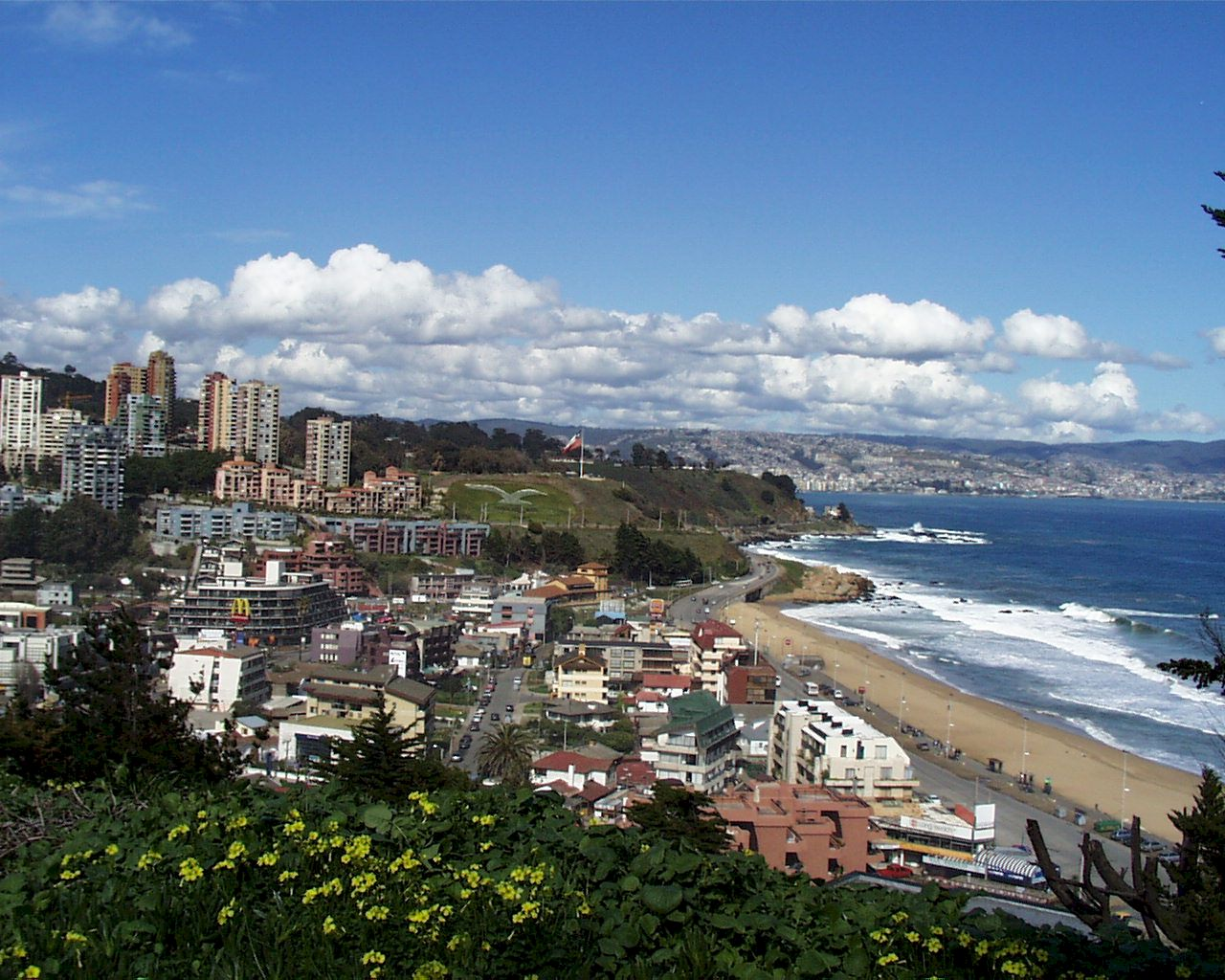
Reñaca